# Trymer (urządzenie)
Trymer – maszynka służąca do strzyżenia brody, wąsów, okolic bikini, a nawet zbędnego owłosienia w nosie i uszach. Trymer umożliwia precyzyjne ustawienie długości strzyżenia. Urządzenie to może być zasilane z sieci bądź dzięki akumulatorowi. Trymer we fryzjerstwie stosowany jest do konturowania i wykańczania fryzury.

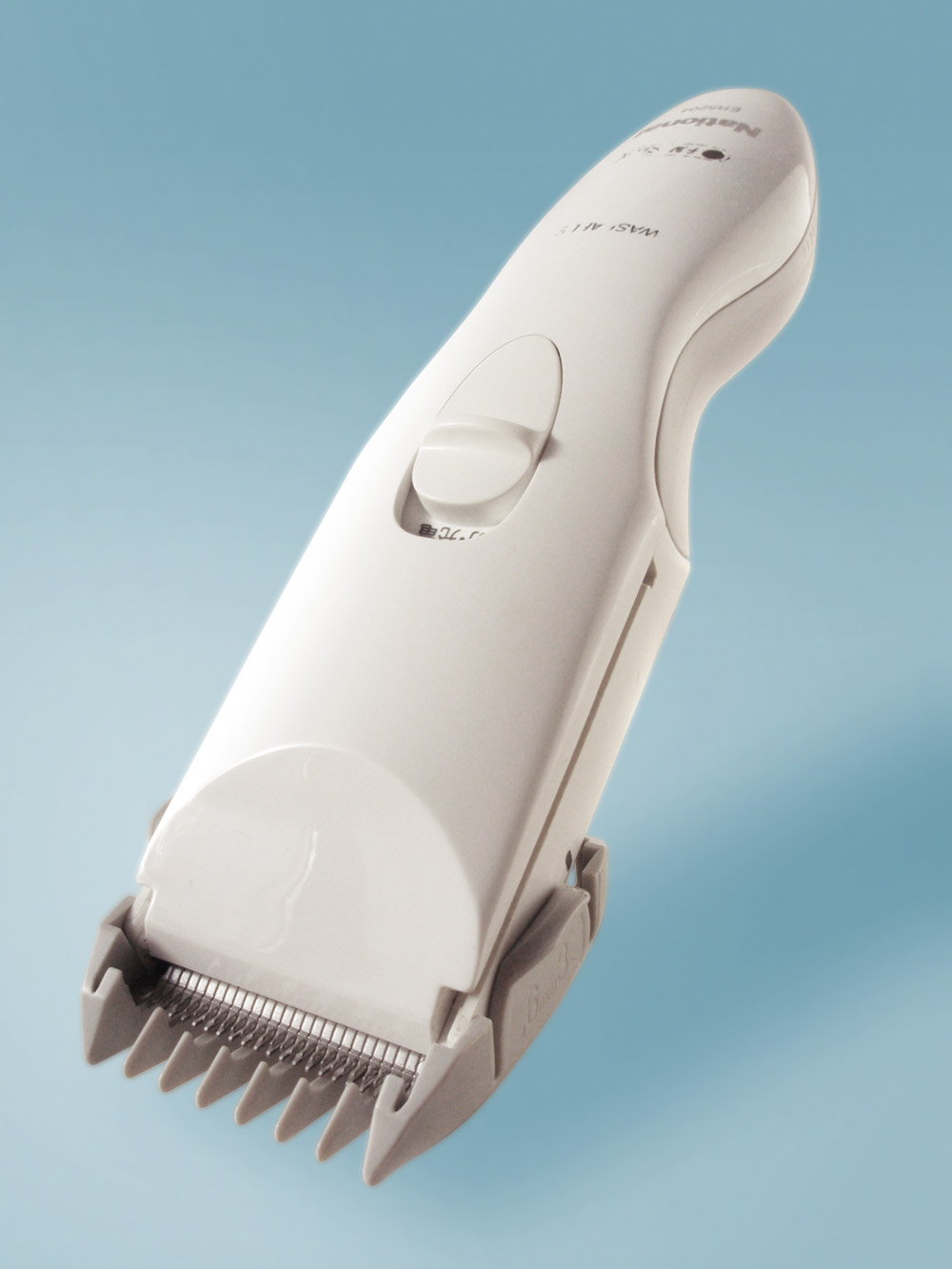
Trymer
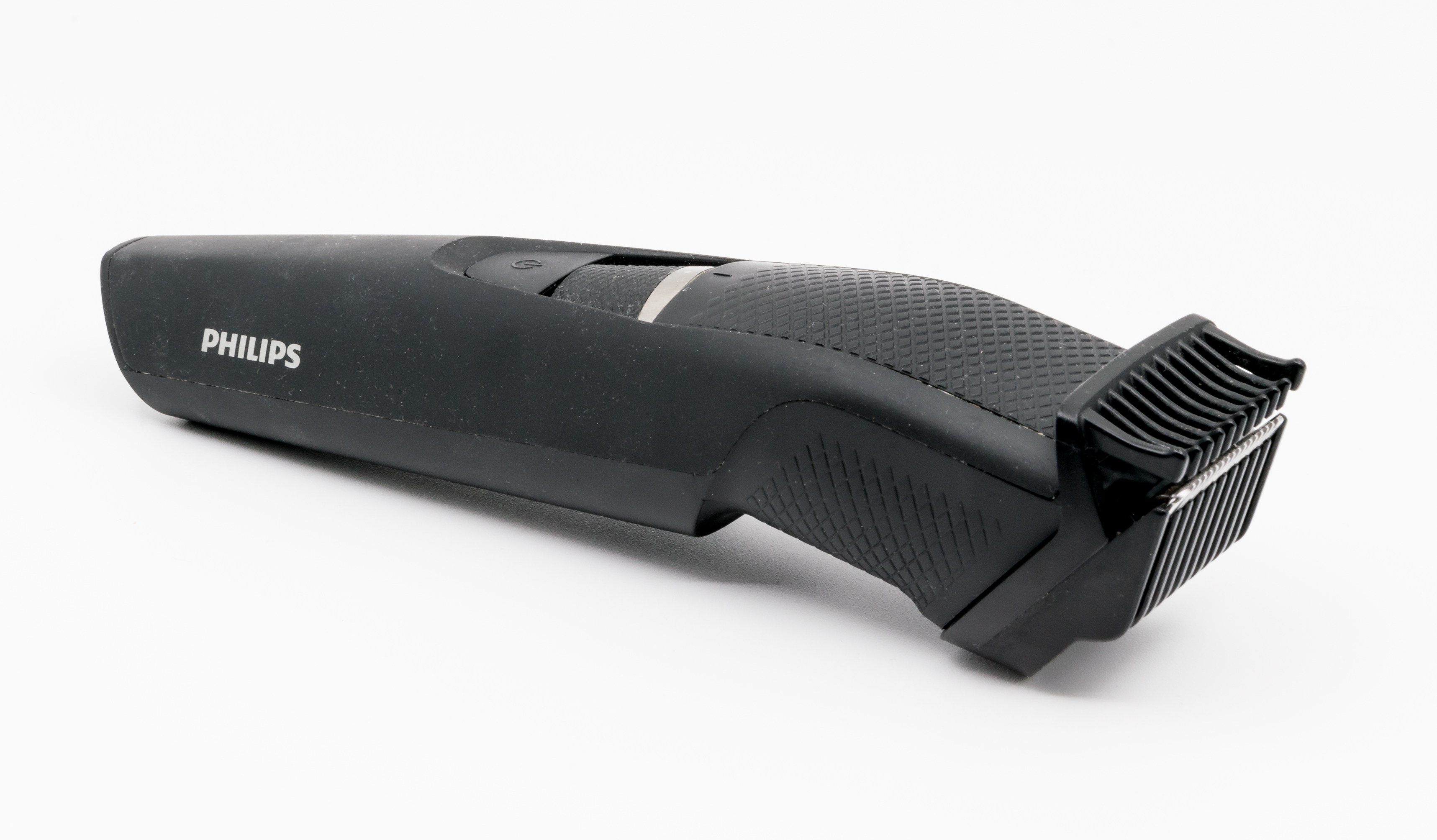
Trymer